# Chaetonerius simillimus
Chaetonerius simillimus är en tvåvingeart som först beskrevs av Karsch 1887.  Chaetonerius simillimus ingår i släktet Chaetonerius och familjen Neriidae. Inga underarter finns listade i Catalogue of Life.